# ちょっと脳を鍛える大人のDSiトレーニング
『東北大学加齢医学研究所 川島隆太教授監修 ちょっと脳を鍛える大人のDSiトレーニング』（とうほくだいがく かれいいがくけんきゅうじょ かわしまりゅうたきょうじゅかんしゅう ちょっとのうをきたえるおとなのディーエスアイトレーニング）は、任天堂開発・発売のニンテンドーDSiウェアソフト。前々作の『脳を鍛える大人のDSトレーニング』及び前作の『もっと脳を鍛える大人のDSトレーニング』で合計850万本以上を売り上げる大ヒットを記録した、川島隆太監修の脳トレシリーズの第3弾。
2009年には数独編が配信開始。こちらは内容が若干異なり、ニコリ制作の数独問題全116問が収録されている。2015年に配信を終了したが、後に発売されたswitch版に同じ問題が移植されている。

## システム
今作はニンテンドーDSi専用ソフトで、ニンテンドーDSiショップにおけるDSiウェアでのダウンロード専用販売となり、ソフトを差し替えせずにいつでも手軽に脳を鍛えることが出来るのが特徴。なお、本作より後に発売されたニンテンドーDSi LLには文系編と理系編が予め本体に導入されており、別途購入及びダウンロードをしなくても利用できるようになっている。
文系編・理系編の2つのバージョンは、文系編には文字や漢字の書き取りなど、理系編には数の数えや計算問題などバージョンごとに異なるトレーニングと脳年齢チェックが収録されている。これに加えて「お題」が収録されており、内容はバージョンごとに異なっている。
収録されているトレーニングは3種目が新作、残りは過去2作で収録された一部の種目が再録されている。脳年齢チェックのテスト問題は全てのバージョンにおいて、過去2作で収録されていた種目がバージョン別に分けて全て再録されている。また、『もっと脳を鍛える-』に収録されていたパズルゲーム「細菌撲滅」を文系編と理系編にそれぞれ収録。
ニンテンドーDSiカメラと連動しており、お題で撮影した写真・イラストや脳年齢の結果をアルバムにして保存する事が出来る。
今作は個人データを作成できるのは持ち主用の1つのみとなっている。その代わりに、前作までの「お手軽版」をバージョンアップさせた「ご家族・お友達」というゲストプレイヤー向けのモードが存在し、個人データを作らずに全種目のトレーニング・お題・脳年齢チェックを体験する事が出来るようになっている。
対戦トレーニングは収録されていない。

## 毎日トレーニング

### 文系編
文系編には6つのトレーニングが収録されている。
名作音読
第1作より再録。画面に表示される文学作品の冒頭部分を音読し、そのタイムを記録する。
漢字書取
第2作より再録。問題の傍線で示された部分を漢字で記入する。
名曲演奏
第2作より再録。画面に表示される楽譜通りに、鍵盤をタッチして演奏する。収録曲は「手をたたきましょう」と「どんぐりころころ」の2曲を除いた第2作の全収録曲に加え、細菌撲滅の「FEVER」と「CHILL」が追加されている。
直前写真
新作トレーニング。写真を覚えながら、前に表示された写真を正しいものを選ぶ。左右反転した写真が出てくる事もある。予め用意されている写真の他、DSiカメラで撮影した写真を問題として使うことができる（後述の「段位挑戦」では、使用できない）。
名刺記憶
新作トレーニング。問題の前に名刺の内容と顔を覚えて、覚えたら名刺の内容を書いたり正しい顔を選ぶ。
なお、記憶する必要があるのは名字・役職・顔のみで、名前やコメントの内容が出題される事は無いため覚える必要は無い。
漢字破壊
新作トレーニング。次々出てくる漢字をできるだけ早く書き込んで、漢字を破壊していく。
条件を満たすと「宇宙」というシューティングゲーム風のモードが選べるようになり、迫ってくる漢字を自機に当たらないように漢字を書いて破壊する。漢字から出てくる丸い弾は○を書けば破壊できる。自機は2機あり、両方とも破壊された時点でゲームオーバーとなる。途中でどちらか1機を失ってもクリアすれば、次のステージでは復活する。全6ステージ。

### 理系編
理系編には7つのトレーニングを収録されている。
計算20
第1作より再録。画面に表示される簡単な四則計算をより速く解き、タッチペンで解答を記入する。計20問の合計タイムを記録。
計算100
第1作より再録。計算20と同じく計100問のタイムを記録。
三角暗算
第1作より再録。画面に表示される3つないし4つの数字の、隣り合うもの同士を足し引きしていき、解答を記入する。
釣銭渡し
第2作より再録。代金と渡されたお金が表示される。釣り銭を計算し、紙幣や硬貨をタッチして回答する。
倍数探し
新作トレーニング。次々出てくる数字を条件の内容が正しいか選択していく。進んでいくと条件の内容が消される。
二重課題
「四則計算（計算10）」と「人数数え」を合体させた、新規トレーニング。四則計算の問題を解いている最中に画面上に表示される家に人が出入りする。計算が全部終わった後に、最後に家の中に残っている人数を記入する。
加算破壊
新作トレーニング。表示される数字を全て足して正しい答えを解いて数字を破壊していく。
条件を満たすと格闘というアクションゲーム風のトレーニングが選べるようになる。迫ってくる数字を格闘家に当たらないように数字を足して倒していく。格闘家は3つ分の体力を持っており、3回ダメージを受けて体力が無くなった時点でゲームオーバーとなる。途中で体力が少なくなっても、次のステージでは全回復する。全5ステージ。

### 文系編・理系編の共通
文系編と理系編の共通で収録されており、内容は同じ。
細菌撲滅
第2作より再録。脳をリラックスさせるために用意されている『Dr.マリオ』をアレンジしたパズルゲーム。内容は第2作と同じだが、セーブ機能が追加され、進行状況を保存すれば前回セーブした所からそのまま再開できる。ただし、進行状況は再開すると消えてしまうためもう一度同じ所から再開はできない。
ウィルスのデザインがオリジナルの物から、Dr.マリオと同じデザインに変更されている。

### 数独編
ニコリ制作の数独問題が「初級」「中級」「上級」の3レベルで計116問収録されている。そのうち16問は練習問題になっており、指定された中央の1マスを埋めればクリアとなる。

## 脳年齢チェック
文系編と理系編にはそれぞれ6つのテストが収録されており、ランダムに行われる。先述通り、いずれも過去のシリーズからの再録となっている。前作にあった、隠しコマンドで任意のテストを出来る機能は搭載されていない。ゲストユーザーはチェックが全て終了した後に顔写真撮影（もしくは似顔絵記入）を行い、脳年齢の結果を保存する事が出来る。
数独編は常に収録されている、3つのテストが行われる。上記2作と比べて、こちらはおまけ程度の収録となっているため内容は簡素で、上記の結果を保存する機能は搭載されていない。

### 文系編
「色彩識別」と「後出勝負」は声が出せる環境の場合のみ、1問目に日替わりで出題される（同時には出されない）。また、記憶問題（「単語記憶」・「漢字記憶」）も同時に出される事は無い。この事から、「順番線引」と「符号変換」はどちらかが必ず出題され、声を出せない環境の場合はこの2種目が両方必ず出題される。
色彩識別
第1作より再録。画面に「くろ」「あか」「あお」「きいろ」の4種の文字が表示されるが、その文字は読まずに「書かれている文字の色」を声で回答する。
例：「あか」の場合は、「くろ」と答える。
単語記憶
第1作より再録。画面に表示される28個の3文字単語を2分間で記憶し、次の3分間で思い出せる限りの解答を記入する。
順番線引
第1作より再録。画面にカタカナとアルファベットが表示され、A→ア→B→イ→C→ウ…と、交互に順番に線を引き、そのタイムを計測する。
後出勝負
第2作より再録。表示されたじゃんけんの手に勝てる手または負ける手を、音声で答える。勝てる手・負ける手のどちらを回答するかは、画面で指示される。
漢字記憶
第2作より再録。画面に表示される漢字を一定時間のうちに記憶し、その後記入する。
符号変換
第2作より再録。画面上には数字とそれに対応する符号の表が示される。それに従い、表示された数字に対応する記号を記入していく。

### 理系編
高速数え
第1作より再録。1 - 120までの数字を速く、正確に発音して、そのタイムを計る。
数字数え
第1作より再録。画面にさまざまな数字が表示され、それらの内「青色の個数」「移動している数字の個数」などの問題に解答する。
連続減算
第2作より再録。最初に2桁の数字と1桁の引く数が与えられ、次々に1桁の引く数を引いたものを答えていく。例えば、65から連続して7を引くように指示が出たら、58、51、44、……2と記入していく。
ただし、答えを記入し始めると前の数字は塗りつぶされて見えなくなるため、記憶しつつ計算する必要がある。
記憶加算
第2作より再録。足し算を行い、答えを記入する。ただし、問題の数字の一部が塗り潰され次の問題に持ち越されるため、数字を記憶しながら行わなければならない。
例：■は塗りつぶされた数字、斜字は実際に記入する答え。 
8
■+9=17
5+■=14
■+1=6
これをくり返してゆく
5×5記憶
第2作より再録。1から25の数字が5x5の形で不規則に並んでいる。どの数字がどの場所にあったか一定時間のうちに記憶し、場所と数字を記入する。
最高数字
第2作より再録。画面上に表示された数字のうち、値が最も大きい（数字の書かれている大きさではない）ものを選んでタッチする。
例：4 9 8  この場合は、真ん中の「9」が正解

### 数独編
順番線引
第1作より再録。内容は文系編と同じ。
5×5記憶
第2作より再録。内容は理系編と同じ。
最高数字
第2作より再録。内容は理系編と同じ。

## お題
文系編と理系編に収録されている。7つのお題に文系編と理系編で異なる内容が3つずつ収録されている。記録されたお題は「その他」のお題アルバムでいつでも確認できる。ある程度挑戦すると、「その他」でスライドショーを見る事が出来るようになる。

### 文系編
ドラマ
DSiカメラを使って、ドラマでよくある表情の顔を撮る。理系編とは内容が異なる。
生活
DSiカメラを使って、日常でよくある表情の顔を撮る。
恋
DSiカメラを使って、恋に関する表情の顔を撮る。
歴史
歴史に関した内容をお絵かきする。
建物
建物に関した内容をお絵かきする。
人物
歴史上の人物に関した内容をお絵かきする。理系編とは内容が異なる。
愛
恋愛ドラマでよくある場面をマイクを使って録音する。

### 理系編
照れ
DSiカメラを使って、日常でよくある表情の顔を撮る。
学生
DSiカメラを使って、学生でよくある表情の顔を撮る。
ドラマ
DSiカメラを使って、ドラマでよくある表情の顔を撮る。文系編とは内容が異なる。
生き物
生き物に関した内容をお絵かきする。
憧れ
憧れの職業に関した内容をお絵かきする。
人物
歴史上の人物に関した内容をお絵かきする。文系編とは内容が異なる。
時代劇
時代劇でよくある場面をマイクを使って録音する。

## 段位挑戦
文系編と理系編に共通で収録されており、内容はそれぞれで異なる。2回目以降の脳年齢チェックにおいて、最高年齢の20歳を1度でも達成すると解放される。
このモードでは教授に代わって、教授にそっくりな謎の黒人男性がナビゲートを担当する。なお、課題を始めるときに解説を見ようとすると「ここまで来て解説など必要無いだろう。」と断られる。
トレーニングや脳年齢チェックのテストの種目を使って、非常に厳しいノルマを達成して段位を獲得していく。ノルマは通常のトレーニングの「ロケット級」に相当する物であり、通常のトレーニングの「難しい」よりも更に難易度が高い種目もある。1日1回のみ挑戦が可能で、失敗した場合は翌日になるまでは記録されずに練習のみになる（当然、練習でノルマを満たしてもクリアにはならない）。クリアした場合は、次の課題を練習する事が出来る。どの課題もクリアするまでは変わらない。ノルマを全てクリアし、最高ランクの☆を獲得すると終了となるが、段位挑戦の記録をリセットして始めから再挑戦することも出来る。ただし、獲得した段位は消えてしまうので注意が必要である。

### 文系編
なし→F
「符号変換」を35秒未満でクリア
F→E
「単語記憶」を20個以上でクリア
E→D
「漢字破壊」を1分未満でクリア
D→C
「直前写真（難しい）」を1分25秒未満でクリア
C→B
「名刺記憶（難しい×2）」を全問正解でクリア
B→A
「漢字書取（難しい）」を全問正解でクリア
A→AA
「順番線引」を35秒未満でクリア
AA→AAA
「細菌撲滅（難しい×2）」をクリア
AAA→S
「名曲演奏（難しい）」を100点満点でクリア（課題曲は「きらきら星」）
S→☆
「直前写真（難しい×2）」を1分40秒未満でクリア

### 理系編
なし→F
「5×5記憶」を20個以上でクリア
F→E
「釣銭渡し」を35秒未満でクリア
E→D
「倍数探し」を35秒未満でクリア
D→C
「最高数字」を35秒未満でクリア
C→B
「加算破壊」を1分未満でクリア
B→A
「記憶加算（難しい）」を1分10秒未満でクリア
A→AA
「二重課題（難しい）」を50秒未満でクリア
AA→AAA
「細菌撲滅（難しい×2）」をクリア
AAA→S
「三角暗算（難しい）」を1分5秒未満でクリア
S→☆
「計算100」を1分未満でクリア